# Działoszyce (plaats)
Działoszyce is een stad in het Poolse woiwodschap Święty Krzyż, gelegen in de powiat Pińczowski. De oppervlakte bedraagt 1,91 km², het inwonertal 1117 (2005).

## Verkeer en vervoer
- Station Działoszyce